# Mikasaïta
La mikasaïta és un mineral de la classe dels sulfats. Rep el seu nom de la seva localitat tipus, la ciutat de Mikasa, a la província de Sorachi (Hokkaido, Japó).

## Característiques
La mikasaïta és un sulfat de fórmula química Fe₂(SO₄)₃. Cristal·litza en el sistema trigonal. Es troba en forma d'agregats de cristalls esfèrics porosos, de fins a 100 micròmetres. Es coneix un dimorf monoclínic com una fase sintètica. La seva duresa a l'escala de Mohs és 2.
Segons la classificació de Nickel-Strunz, la mikasaïta pertany a «07.A - Sulfats (selenats, etc.) sense anions addicionals, sense H₂O, amb cations de mida mitjana» juntament amb els següents minerals: mil·losevichita, calcocianita, zincosita i ferrotel·lurita.

## Formació i jaciments
Es tracta d'una sublimació formada a partir de l'escapament del gas d'hulla, sent la temperatura del gas superior als 300 °C. Va ser descoberta l'any 1994 a Ikushunbetsu, Mikasa, a la província de Sorachi (Hokkaido, Japó).